# Anja Karliczeková
Anja Karliczeková (Karliczek, 29. dubna 1971) je německá politička za Křesťanskodemokratickou unii. Od března 2018 do prosince 2021 byla spolkovou ministryní školství a výzkumu ve čtvrté vládě Angely Merkelové. Poslankyní spolkového sněmu byla zvolena ve volbách v roce 2013 i v roce 2017 za obvod Steinfurt III v zemském okrese Steinfurt.
V politice je aktivní od roku 1998, kdy se stala členkou mládežnické odnože CDU.
V civilním životě se věnovala práci v rodinném hotelu, při které vystudovala v letech 2003–2008 podnikovou ekonomiku na Hagenské univerzitě. Od roku 1995 je vdaná, s manželem mají tři děti. Je římskokatolického vyznání.